# Ruth Núñez
Ruth Núñez López (Madrid, España, 7 de abril de 1979) es una actriz española, conocida por interpretar a Beatriz Pérez Pinzón en Yo soy Bea y a Tanja en Compañeros.

## Biografía
Debuta como actriz en un capítulo de Periodistas (1998), donde interpretó un pequeño papel. Más tarde haría lo mismo con un episodio en Hospital Central (2000).
En Compañeros, emitida en Antena 3 interpretaba a Tanja, joven bosnia que llegaba al colegio Azcona, huyendo de los conflictos bélicos de su país, y emprendía un proceso de adaptación llegando a integrarse totalmente como una más del grupo encabezado por Quimi (Antonio Hortelano) y Valle (Eva Santolaria). Fue con este papel con el que alcanzó su popularidad.
En esa época participó también en algunos cortos como Lencería de ocasión (1999), de Teresa Marcos. También formó parte del elenco de la adaptación cinematográfica de Compañeros, la película No te fallaré, donde de nuevo daba vida a Tanja.
Más tarde, una vez concluida su participación en Compañeros en 2002, participaría en la serie El pantano (2003), con Natalia Verbeke y Emma Suárez, que no pasó de su primera temporada y rodaría el corto NotamotoF (2004), de Rubén Coca.
Tras un tiempo apartada de la televisión, fue escogida entre más de 80 aspirantes en el verano de 2006 para protagonizar Yo soy Bea, emitida con éxito en Telecinco. En esta adaptación de la colombiana Yo soy Betty, la fea, encarna a Beatriz Pérez Pinzón, una joven economista de 27 años "muy fea" a la que no le preocupa demasiado su aspecto. Este trabajo fue el que realmente le dio una gran fama en España, llegando incluso a dar las campanadas de Nochevieja en Telecinco junto a sus compañeros de reparto Norma Ruiz y Alejandro Tous, que es además su ex-marido, al que conoció a raíz de la serie.
De enero a junio del 2009 protagonizó con Alejandro Tous la obra de teatro Romeo y Julieta. También protagonizó Monólogos de la vagina, de Eve Ensler (2010/11).
En 2012, volvió a la televisión con la serie Frágiles, que se emitió en Telecinco desde julio de 2012 y hasta septiembre de 2013, y en la que compartió plató junto a su compañera Norma Ruiz de la serie Yo soy Bea.
En mayo de 2016, participó en la novena temporada de la serie La que se avecina de Telecinco, interpretando a Celia,  una joven invidente divertida y cariñosa. Este mismo año también realizó un cameo en la serie Olmos y Robles de Televisión Española. En octubre de 2016, se incorporó como protagonista al reparto de la obra de teatro Burundanga.
El 22 de junio de 2017, se anunció su incorporación al elenco de la sexta temporada de la serie diaria Amar es para siempre, de Antena 3, interpretando a Llanos Gil, secretaria en la redacción.
Desde entonces, su carrera profesional se ha centrado más en el teatro, destacando, por ejemplo, su participación en Uz: el pueblo (2023) o La extinción de los dinosaurios, que se estrenó en diciembre de 2024 en el teatro Lara de Madrid.

## Vida personal
En 2006, comenzó una relación con el también actor, Alejandro Tous, al que conoció en la serie Yo soy Bea, y con quién en marzo de 2016, se casó en una ceremonia íntima en Colombia.
En 2018, saltan rumores de que el matrimonio podría haber roto, tras 11 años juntos ya que la actriz ha dejado de seguir a su pareja en las redes sociales. En 2020 se confirmó oficialmente que la pareja había roto (presumiblemente divorciados) y se encontraban distanciados.

## Trayectoria

### Televisión
| Año         | Título                              | Personaje                  | Cadena    | Datos         |
| ----------- | ----------------------------------- | -------------------------- | --------- | ------------- |
| 1998        | Periodistas                         | Aurora                     | Telecinco | 1 episodio    |
| 1998 - 2001 | Compañeros                          | Tanja Mijatovic            | Antena 3  | 44 episodios  |
| 2000        | Hospital Central                    | Laura Páez                 | Telecinco | 1 episodio    |
| 2000        | Robles, investigador privado        | Clara                      | La 1      | 1 episodio    |
| 2002        | Policías, en el corazón de la calle | Estrella                   | Antena 3  | 3 episodios   |
| 2003        | El pantano                          | Herminia                   | Antena 3  | 9 episodios   |
| 2004        | El comisario                        | Olga Monforte              | Telecinco | 1 episodio    |
| 2006 - 2008 | Yo soy Bea                          | Beatriz "Bea" Pérez Pinzón | Telecinco | 477 episodios |
| 2012 - 2013 | Frágiles                            | Dolores "Lola" Martín      | Telecinco | 16 episodios  |
| 2016        | La que se avecina                   | Celia                      | Telecinco | 1 episodio    |
| 2016        | Olmos y Robles                      | Teresa Gálvez              | La 1      | 1 episodio    |
| 2017 - 2018 | Amar es para siempre                | María Llanos Gil           | Antena 3  | 256 episodios |
| 2026        | Barrio esperanza                    |                            | La 1      | ¿? episodios  |

### Cine

#### Largometrajes
- Yoyes (2000), de Helena Taberna. Como Bego.
- Adiós con el corazón (2000), de José Luis García Sánchez. Como Doncella.
- No te fallaré (2001), de Manuel Ríos San Martín. Como Tanja Mijatovic.
- Working Progres (2013), de Roland De Middel.

#### Cortometrajes
- Lencería de ocasión (1999), de Teresa Marcos. Como Luisa.
- Dejavu (2003) de (Jesús García Hernández).
- NotamotoF (2004), de Rubén Coca.

### Teatro
- Dark Dreams Club (2001).
- Cangrejos de pared de Alfonso Vallejo (2001).
- La enfermedad de la juventud de Ferdinand Bruckner (2002).
- Romeo y Julieta (2009), de William Shakespeare y dirigida por Will Keen. Como Julieta. Con Alejandro Tous, Sonia Almarcha, Mabel Rivera, Pau Roca y Victoria Teijeiro.
- Monólogos de la vagina, de Eve Ensler (2010–2011).
- La Pausa del Mediodía (2013-2015), de Neil LaBute. Como Geno/Jessi/Gigi.
- De fuera vendrá (2014), de Agustín Moreto. Como Doña Francisca.
- Polvorones (2016), de Juan Carlos Mestre. Como Marta
- Burundanga (2016), de Jordi Galcerán y dirigida por Gabriel Olivares. Como Berta.
- Uz: el pueblo (2023), de Gabriel Calderón.
- La extinción de los dinosaurios (2025), de Fran Nortes.

## Nominaciones y premios
- Festival de Cine de Málaga. Mención Especial por su interpretación en Lencería de ocasión (1999).
- Fotogramas de Plata: Nominada como mejor actriz por Yo soy Bea en 2006.
- Premios Unión de Actores: Nominada como mejor actriz por Yo soy Bea en 2006 y 2007.
- Premios TP de Oro: Nominada como mejor actriz por Yo soy Bea en 2006.
- Premios Zapping: Nominada como mejor actriz por Yo soy Bea en 2006.